# ピチャイ駅
ピチャイ駅（ピチャイえき、タイ語:สถานีรถไฟพิชัย）は、タイ王国北部ウッタラディット県ピチャイ郡にある、タイ国有鉄道北本線の駅である。

## 概要
ピチャイ駅はタイ王国北部ウッタラディット県の人口約7万7千人が暮らすピチャイ郡にある。駅の正面側は西向きであり、ほぼ町の中心部に位置するが小さな町である。当駅は首都バンコクから447.55km地点にあり、特急列車利用で6時間程度である。 
二等駅であり1日当たり16列車（8往復）が発着する。その内訳は、特急1往復、急行1往復、快速5往復、普通1往復である。また当駅を含むロッブリー駅より終点チエンマイ駅までは、単線区間である。

## 歴史
1908年11月11日にチエンマイを目指し延伸工事を行っていた北本線は、ピッサヌローク駅より当駅を含むバーンダーラー分岐駅までの区間が完成し、それに伴い当駅も開業した。
- 1908年11月11日【開業】ピッサヌローク駅 - バーンダーラー分岐駅 (69.03km)

## 駅構造
単式ホーム1面1線の地上駅であり、駅舎はホームに面している。本線の外側に側線が2本ある。